# Рышкова (Молдова)
Рышкова (рум. Rîșcova) — село в Криулянском районе Молдавии. Относится к сёлам, не образующим коммуну.

## География
Село расположено на высоте 188 метров над уровнем моря.

## Население
По данным переписи населения 2004 года, в селе Рышкова проживает 1087 человек (515 мужчин, 572 женщины).
Этнический состав села:
| Национальность | Число жителей | Процентный состав |
| -------------- | ------------- | ----------------- |
| молдаване      | 1039          | 95,58             |
| украинцы       | 41            | 3,77              |
| русские        | 4             | 0,37              |
| румыны         | 2             | 0,18              |
| прочие         | 1             | 0,09              |
| Всего          | 1087          | 100 %             |